# Аквава
Аквава (Akwáwa) — диалектный континуум тупи-гуарани, распространённый в штате Пара в Бразилии.

## Диалекты
Существует три различных диалекта:
- На пакаранан (Awaeté, Parakanã, Parakanân, Parocana) говорит народ параканан на нижней реке Хингу около городов Атламира, Сан-Феликс в штате Пара.
- На паранском суруйском (Aikewara, Akewara, Akewere, «Mudjétira» (pej.), «Mudjetíre» (pej.), «Mudjetíre-Suruí» (pej.), Sororos, Suruí, Suruí do Pará) говорят паранские суруйцы в муниципалитете Сан-Жуан реки Арагуая в штате Пара.
- На токатинском асурини (Akwaya, Assuriní, Asuriní, Asuriní do Tocantins, Asuriní do Trocará, Tocatintins Asurini) говорит народ асурини в городе Трокара около реки Тукуруй и на реке Токантинс в штате Пара.